# جونا سایم
جونا سایم (به انگلیسی: Joanna Sime) ژیمناست زادهٔ ۳۱ مهٔ ۱۹۶۲ میلادی اهل کشور بریتانیا است.